# 天主教洛杉磯總教區
天主教洛杉磯總教區（拉丁語：Archidioecesis Angelorum in California）是羅馬天主教會以美國加州南部洛杉磯為中心的一個教省總教區，也是該國三十二個總教區之一。總教區下轄五個教區。
總教區管轄加州洛杉磯、聖巴巴拉、文圖拉共三縣，管轄面積為8762平方英里。總教區有288個堂區，2005年時有434萬9267名教友（佔轄區總人口38.6%）。總教區有1,099名司鐸。現任總主教為若瑟·歐拉西奧·戈梅斯，輔理主教為羅勃·E·巴倫、愛德華·威廉·克拉克、達味·G·奧康內爾、瑪爾谷·V·杜魯多和亞歷山大·D·阿克蘭。榮休總主教為羅哲·馬洪尼樞機，榮休輔理主教為多默·J·柯瑞、亞歷山大·薩拉查、若瑟·沙爾托里斯、吉拉·E·維爾克森、加比諾·扎瓦拉。主教座堂為天使之后主教座堂。有275家小学、71家高中、注册学生314 000人。5所学院。10处墓地。16家大医院。是全加州最大的土地持有人之一。
天主教蒙特雷教區於1859年7月7日易名為蒙特雷-洛杉磯教區，教區於1922年6月1日分為蒙特雷-弗雷斯諾教區和洛杉磯-聖迭戈教區。教區於1936年7月11日升格為總教區，同時聖迭戈成為獨立的教區。